# Église Saint-Christophe d'Arthabaska
L'église Saint-Christophe d'Arthabaska est l'église catholique de la paroisse Saint-Christophe d’Arthabaska, située dans la ville de Victoriaville dans la province de Québec au Canada.
L'église telle qu'on la connaît aujourd'hui a été construite en 1875. Son architecture traditionnelle est d'inspiration romane.
Le gouvernement du Québec a classé cette église en 2001 monument historique dû à la présence de peintures de Joseph Thomas Rousseau et de Marc-Aurèle De Foy Suzor-Coté, sa structure architecturale et ses vitraux.

## Historique
Le canton d'Arthabaska a été concédé en 1802, mais il faut attendre durant les années 1830 pour voir s'amorcer la colonisation de ce dernier. Les colons sont desservis par un prêtre missionnaire à partir de 1838 et une chapelle est construite en 1843. Un presbytère-chapelle est construit en 1849 pour remplacer la première à quelques kilomètres au sud-est, sur le flanc du mont Christo. La paroisse de Saint-Christophe d'Arthabaska est érigée canoniquement en 1851. Le curé fondateur et premier prêtre résident de Saint-Christophe d'Arthabaska de 1851 à 1878 est Mgr Philippe-Hippolite Suzor. Une première église en bois est construite la même année près du presbytère-chapelle. Arthabaska connait ensuite une période de prospérité. Elle est désignée chef-lieu du district judiciaire de Drummond-Arthabaska en 1859 et on voit s’installer dans la ville de nombreuses institutions et notables, dont Wilfrid Laurier, futur premier ministre du Canada.
En 1873, Joseph-Ferdinand Peachy alors stagiaire en architecture collabore à la réalisation des plans de l'église avec le célèbre architecte de Québec Charles Baillargé; il est l'un des architectes qui ont permis de développer au Québec l'architecture éclectique dont l'église Saint-Christophe d'Arthabaska fait partie. L'église sera bénite le 11 juillet 1875. En plus, les architectes Perreault et Mesnard de Montréal ont préparé six des neuf plans de décoration intérieure. Les trois autres ont été l'œuvre de Joseph-Thomas Rousseau avec la collaboration de Marc-Aurèle De Foy Suzor-Coté qui en était à ses premières œuvres. Sous le ministère de M.J.Napoléon Héroux on installa le premier orgue des Bois-Francs soit un orgue Mitchell. Le curé Louis-Alfred Côté entrera en fonction en 1900, il y restera pendant 38 ans, évènement rare en ces années. Le 18 mai 1941,un nouvel orgue Casavant de 32 jeux a été inauguré. En plus, on installa un système électrique pour sonner les cloches.
Lors du centenaire de l'érection canonique de la paroisse, en 1951, des travaux de restauration de l'église sont entrepris soit de lavage et de peinture exécutée par Rolland Pariseau, de Victoriaville. En 1952, on remplaça le vieux chemin de croix qui avait disparu, on se sait où, par un tout nouveau, importé d'Italie, payé en grande partie par les dons des paroissiens.
L'église a bénéficié d'une restauration complète pour son 125e anniversaire, en 1998. Le maître-autel et la chaire, démolis dans les années 1960, ont été reconstruits par des artistes locaux et les fresques ont été restaurées. La restauration fut donc complétée en 2000
L'église Saint-Christophe a été classée monument historique le 12 avril 2001 par le ministère de la Culture, des Communications et de la Condition féminine. Son ensemble religieux comprenant le cimetière, le presbytère et l'église a été inclus dans le site du patrimoine de l'Église-Saint-Christophe-d'Arthabaska, qui a été constitué par la ville de Victoriaville le 3 juillet 2006.

## Architecture

### Extérieur
Les éléments principaux liés à son architecture sont son volume, sa nef rectangulaire, son chœur plus étroit et le toit à deux versants droits couvert en tôle. La façade avec sa tour centrale s'élevant en avant-corps accompagnée de ses deux tours d'escaliers, des flèches pyramidales permettant à ses fleurons de regarder tout droit vers le ciel. Son corps principal avec sa fenêtre plein-cintre se prolonge jusqu'au transept avec croisillons. L'abside complète sa structure extérieure. Ils sont des éléments clés de l'église Saint-Christophe d'Arthabaska.
Les quatre cloches ont été commandées en 1894 à Annecy-Le-vieux, Haute-Savoie, France et bénis en 1896.

### Intérieur

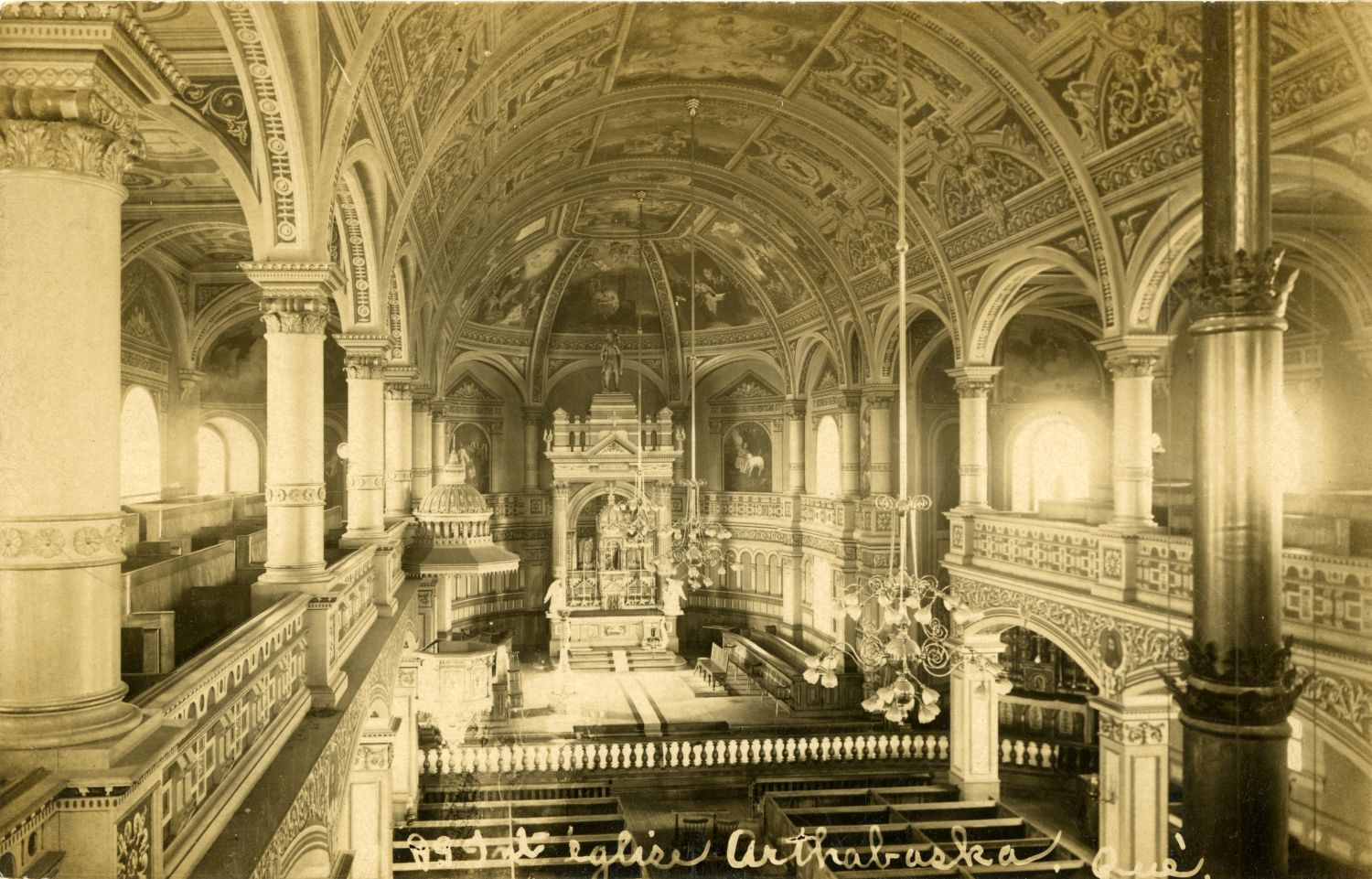
Intérieur de l'église, vers 1915

Le décor pictural est entrepris dans les années 1887-1888 par les artistes peintres et habillent alors l'église de 76 tableaux évoquant l'Ancien et le Nouveau Testament. D'autres peintures sont même des représentations de Michel-Ange et de Raphaël; joints à cela des ornements trompe-l'œil et en grisailles : feuilles d'acanthe, rinceaux, raies de chœur, arabesques, cartouches, rosaces. Une ornementation sculpturale est présente grâce au célèbre sculpteur Augustin Leblanc, lequel décora la chaire, les autels latéraux, le chœur avec sa rampe ciselée, ses arcatures et son maître-autel en donnant un décor flamboyant à l'église. Les vitraux réalisés par la maison Hobbs et Cie de Montréal s'intègrent bien à l'architecture de l'église. L'inspiration esthétique a été influencée par les grands peintres Hoffman et Murillo. D'autres œuvres d'art incomparables sont présentes dans l'église soit trois statues. L'une importée en 1875 de Munich en Bavière, Allemagne représente saint Joseph, la deuxième provient aussi d'Allemagne, il s'agit de la Sainte Vierge. La troisième statue, saint Christophe, a été produite dans un bloc de bois par Gratton et Laperle, élèves de l'illustre sculpteur Louis-Philippe Hébert et bénite le 10 octobre 1888. Depuis, elle a été restaurée. On la retrouve maintenant sur le baldaquin du maître-autel.

### Restaurations
- 1990 : réparations des vitraux
- 1992 : réfection de l'orgue Casavant
- 1997 : nettoyage et peinture des grandes surfaces
- 1998 : restauration du maître-autel, de la chaire et du plancher du sanctuaire
- 2000-2002 : lustres-gicleurs
- 2004-2005 : toiture de l'église et de la sacristie[14]